# Alcalá (Argélia)
Alcalá (em árabe: القالة, lit. 'al Kala'), anteriormente conhecido como La Calle, é uma cidade e comuna localizada na província de El Tarf, Argélia. Segundo o censo de 2008, a população total da cidade era de 128 411 habitantes.